# Villers-Saint-Barthélemy
Villers-Saint-Barthélemy – miejscowość i gmina we Francji, w regionie Hauts-de-France, w departamencie Oise.
Według danych na rok 1990 gminę zamieszkiwało 467 osób, a gęstość zaludnienia wynosiła 47 osób/km² (wśród 2293 gmin Pikardii Villers-Saint-Barthélemy plasuje się na 558. miejscu pod względem liczby ludności, natomiast pod względem powierzchni na miejscu 457.).